# 800 (število)
800 (ósem stó) je naravno število, za katerega velja 800 = 799 + 1 = 801 - 1.
Sestavljeno število
800 je vsota štirih zaporednih praštevil: 800 = 193 + 197 + 199 + 211
Harshadovo število